# Stadtmuseum Eupen

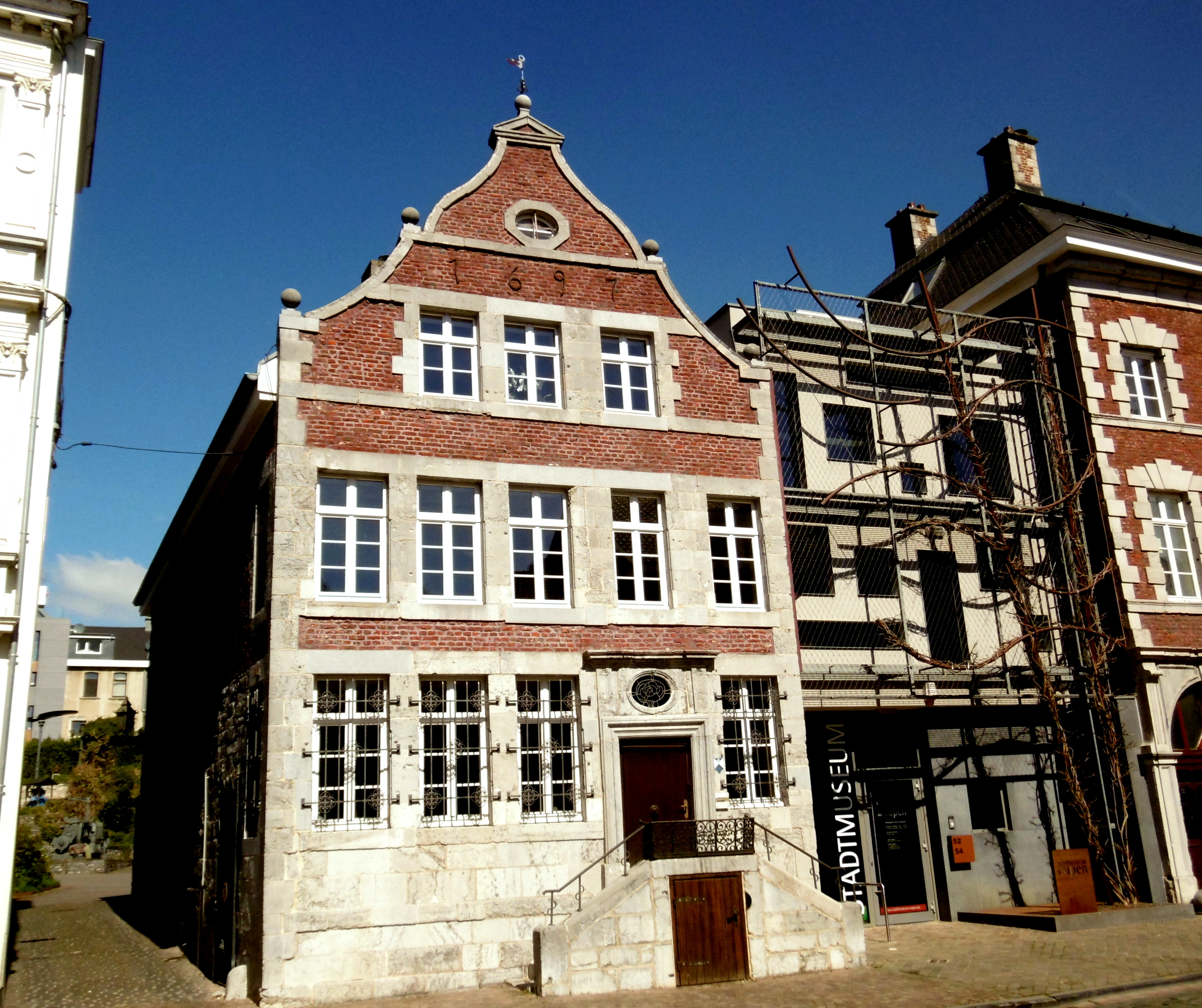
Stadtmuseum Eupen (Dezember 2018)

Das Stadtmuseum Eupen im belgischen Eupen ist ein Museum der Kategorie 1 in der Deutschsprachigen Gemeinschaft. Es zählt zu den sechs „anerkannten“ Museen Ostbelgiens und befindet sich seit 1980 im Haus de Ru’s in der Gospertstraße 52.
Nach achtjähriger Renovierung, die durch den Zustand des etwa 450 Jahre alten Bürgerhauses bedingt war, wurde das Museum mit einem anschließenden neuen und modernen Erweiterungsbau am 29. Januar 2019 wiedereröffnet.

## Geschichte
Erste Pläne zur Einrichtung eines Gewerbemuseums bestanden bereits im Jahr 1892. Das erste Stadtmuseum bestand in den Jahren 1922 bis 1940 an der Eupener Haasstraße. Pläne für ein Kreisheimatmuseum auf dem Kaperberg mussten kriegsbedingt im folgenden Jahr aufgegeben werden. Danach setzten sich zwei Vereine eine Neugründung des Museums zum Ziel. Von 1969 bis 1977 bestanden Pläne ein Museum im Schwesternheim am Rotenberg einzurichten, der Stadtrat hatte 1972 den Grundsatzbeschluss dazu verfasst. 
Im Jahr 1978 kaufte schließlich die Stadt das Haus Gospertstraße 52 an, das in den folgenden Jahren zum Museum umgebaut wurde. Das alte Stadthaus ist ein Zeugnis der Eupener Tuchmanufaktur im 17. und 18. Jahrhundert. Es wurde als Fachwerkhaus um 1570 erbaut und erhielt 1697 durch den Kaufmann Nikolaus Pelzer eine neue Fassade. Es ist zudem das Geburtshaus des 1878 geborenen Dichters und Industriellen Wilhelm Alfred Imperatori. Die baufälligen Werkstattgebäude im Hof wurden bis 1980 abgerissen und das Dach erfuhr eine Neukonstruktion. Am 5. September 1980 konnte das zweite Stadtmuseum Eupen eröffnet werden. Am 13. Januar des folgenden Jahres wurde die VoG Stadtmuseum als „Vereinigung ohne Gewinnerzielungsabsicht“ gegründet.
Im Jahr 2004 kaufte die Stadt das Haus Gospertstraße 54 als Erweiterungsbau für das Museum an, nachdem die Entscheidungsträger Ende der 1990er-Jahre von dem Plan abgerückt waren, das Stadtmuseum im benachbarten Haus Gospertstraße 42 einzuquartieren. Sieben Jahre später wurde am 16. September 2011 der Grundstein für das dritte Stadtmuseum gelegt. Danach wurde das alte Museum geschlossen und mit dem Abriss der Nummer 54 begannen die Bauarbeiten. Durch Statikprobleme, Baufälligkeit des alten Hauses und einen notwendigen Baustopp verzögerten sich die Arbeiten um fünf Jahre. Im Herbst 2018 konnte das Stadtmuseum erstmals präsentiert werden.
Die Eröffnungsfeierlichkeiten begannen mit einem Festakt am 25. Januar 2019, ihm folgten zwei Tage der offenen Tür.

## Leitung und Trägerschaft
Die Kunsthistorikerin und Archäologin Catherine Weisshaupt hat am 1. März 2018 als Geschäftsführerin die Leitung des Museums übernommen, zuvor war sie als Ehrenamtliche der VoG Stadtmuseum am Aufbau des Gestaltungskonzepts beteiligt. Das Gesamtprojekt des neuen Museums basiert auf einer Zusammenarbeit zwischen dem  Königlich Eupener Geschichts- und Museumsverein, der VoG, interessierten Bürgern sowie einer Gestaltungsfirma aus Bonn.
Träger des Museums ist die Autonome Gemeinderegie „AGR TILIA“ der Stadt Eupen.

## Konzept und Aufbau

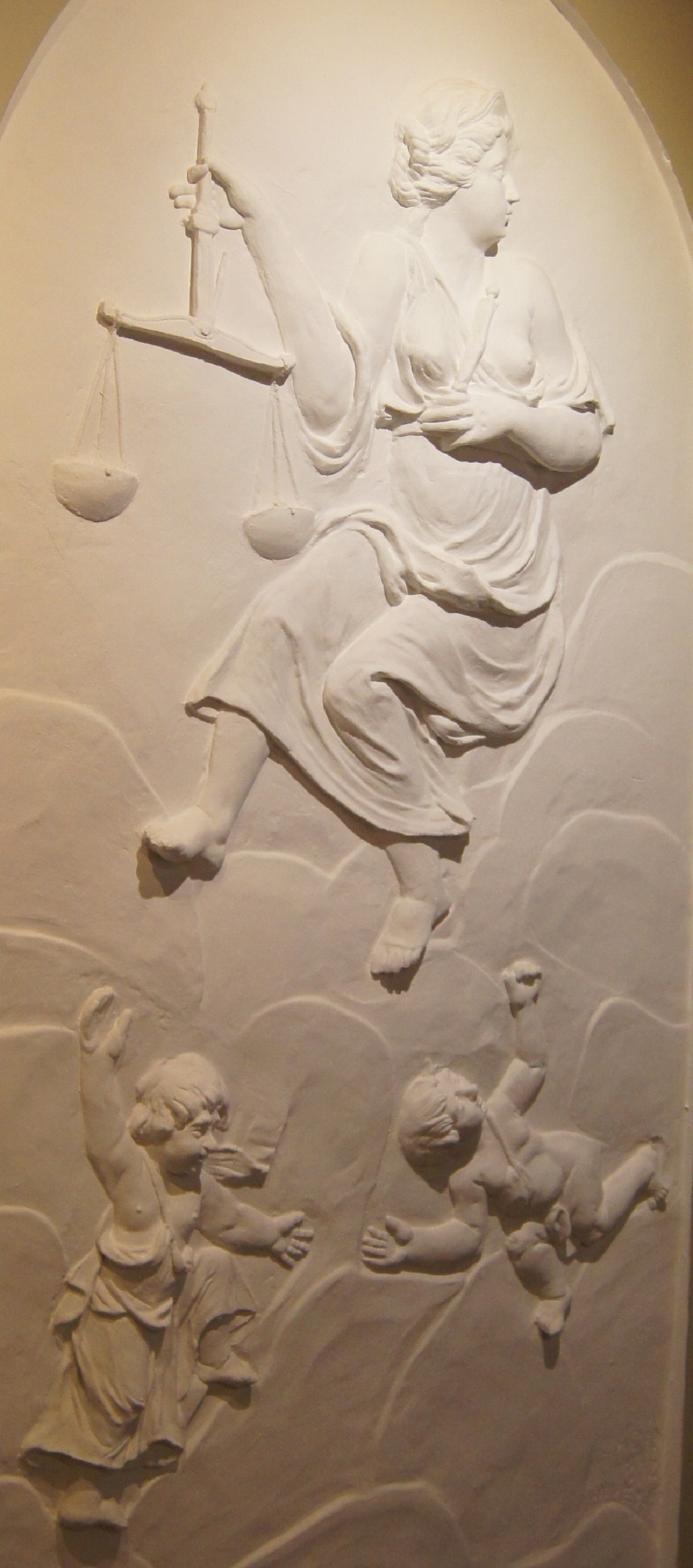
Stuckrelief Justitia von Petrus Nicolaas Gagini

Mit der Wiedereröffnung wurde das Museum auf die Kategorie 1 aufgewertet, damit gehören zu seinen Aufgaben, die von der Deutschsprachigen Gemeinschaft gefördert und bezuschusst werden, das Sammeln, Aufbewahren, Forschen und das Vermitteln von Regionalgeschichte.
Neben dem Bereich der Dauerausstellung stehen Flächen für Sonderausstellungen zur Verfügung. Im Außenbereich sind einige Großexponate aus der industriellen Textil- und Drahtherstellung aufgestellt. Alt- und Neubau sind optisch voneinander getrennt.
Im Foyer stehen neun Schaustücke für die einzelnen Abteilungen. Einige Jahreszahlen geben Meilensteine der Stadtgeschichte an, beispielsweise das Recht zwei freie Jahrmärkte abzuhalten, das Kaiser Karl V. im Jahr 1544 erteilte.
Der Bereich der Dauerausstellung gliedert sich im Wesentlichen in folgende Teile:
- Stadtansichten Eupens, eine Sammlung von Gemälden und Zeichnungen bekannter Künstler, darunter von den Eupener Malern Alfred Holler und Adolf Christmann
- Eupener Wohnkultur im 18. und 19. Jahrhundert – ein Vergleich des Alltags in den Häusern der Patrizierfamilien mit den Arbeiterfamilien; Küchensammlungen aus dem 19. Jahrhundert
- Zeitabläufe der Eupener Stadt- und Baugeschichte
- Uhrenkabinett mit mehreren dutzend wertvollen Uhren aus verschiedenen Jahrhunderten und Ländern
- Die Geschichte der Tuchindustrie in Eupen, einschließlich Industrialisierung und Industriekultur. Der Aufstand der Scherer am 10. April 1821 gegen die erste mechanische Schermaschine wird hierbei symbolisch dargestellt.
- Entwicklung des Schulwesens, Glaube und Kirche, Vereinswelt und Brauchtum mit dem Eupener Karneval, Grenzgeschichte und die Goldschmiedewerkstatt Friedrich Toussaint

Zu den besonderen Ausstellungsstücken gehören das Modell des großen Scheiblerhauses in der Unterstadt, das 1970 einem modernen Schulbau weichen musste, sowie der Abguss des Stuckreliefs Justitia von Petrus Nicolaas Gagini. Des Weiteren befindet sich im Museum das Original des Spabrunnen-Männchens, das von dem Raerener Bildhauer Hubert Schiffer angefertigt und ursprünglich im Jahr 1910 in einer Grotte im Langesthal neben einer Quelle aufgestellt worden war. Anlässlich des Baues der Wesertalsperre musste es um 1935 abgebaut und sichergestellt werden. Seit 2012 steht am Zusammenfluss von Weser und Hill eine Bronzekopie. 
Darüber hinaus steht im Museum ein Raum für terminlich begrenzte Wechselausstellungen zur Verfügung, die im Rahmen der Neueröffnung mit der Sammlung Stickwelten – Eupener Ansichten aus Wollfäden und Stramin des Eupener Künstlers Herbert Johnen begonnen hat. In seinen großformatigen Werken, die teilweise mit mehreren 100.000 Stichen angefertigt wurden, stellt er in kräftigen Farben bekannte Eupener Ansichten dar.

Innenbereich
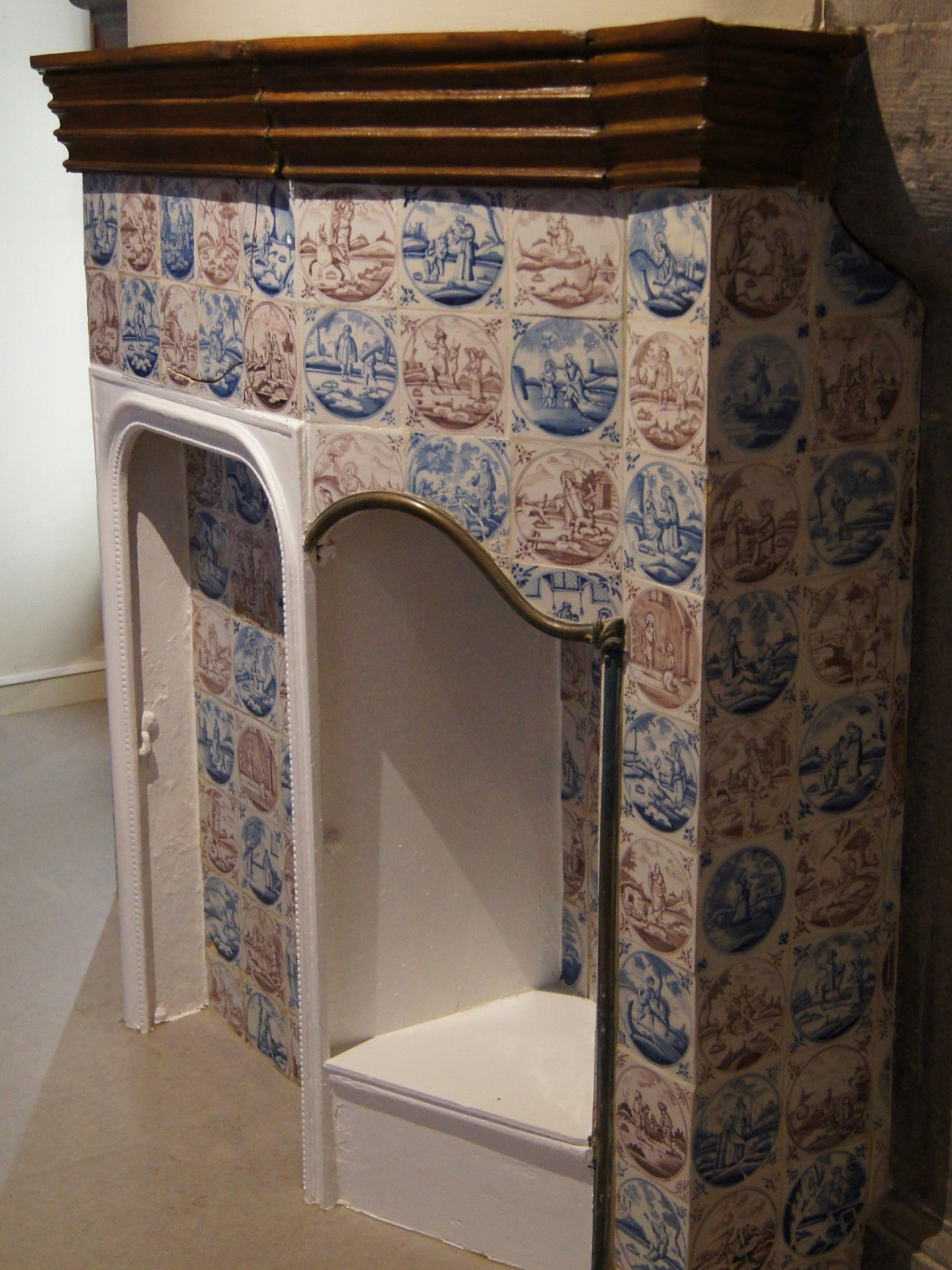
Kamin, Delfter Kacheln mit biblischen Motiven
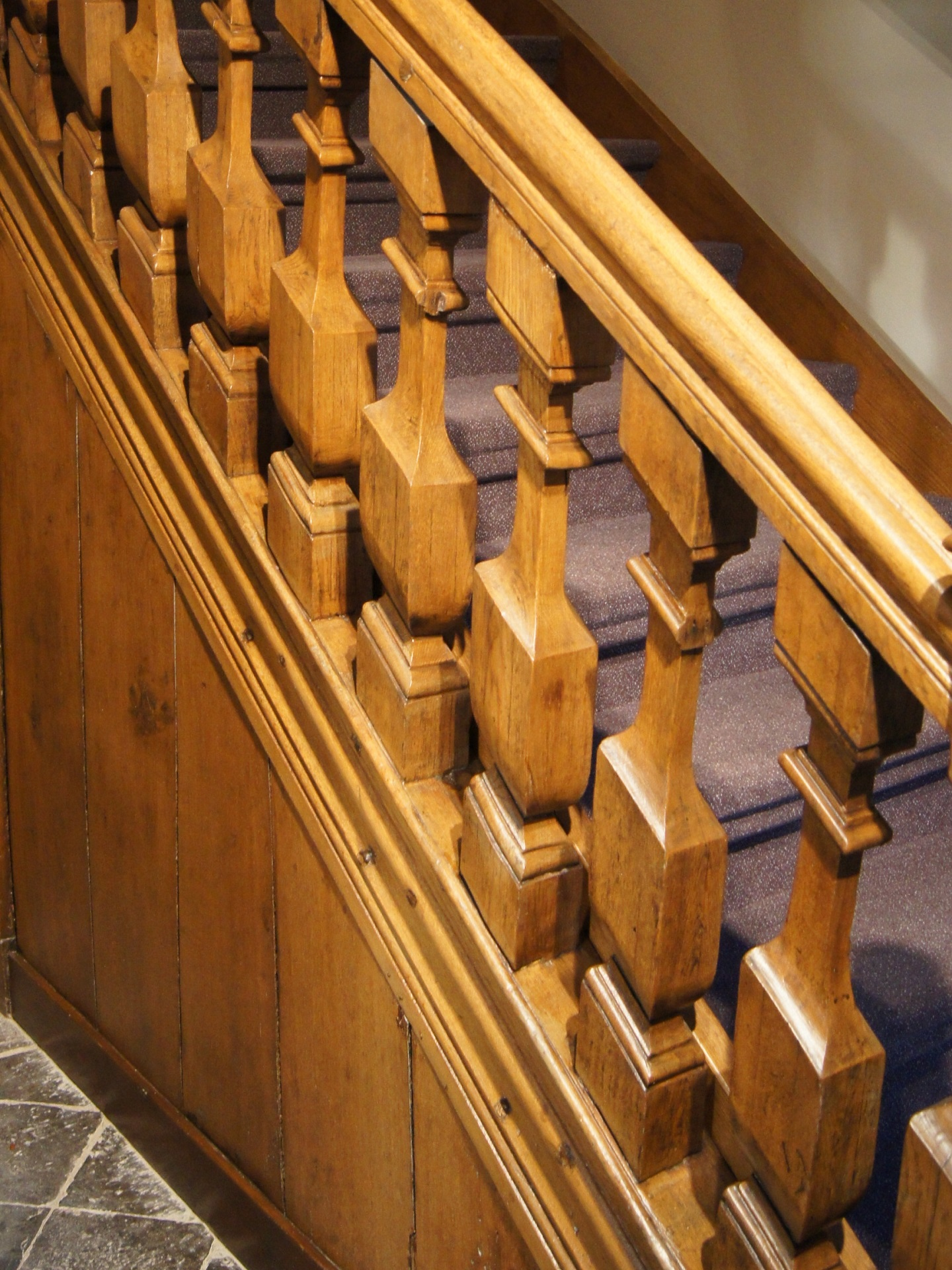
Treppe von 1697
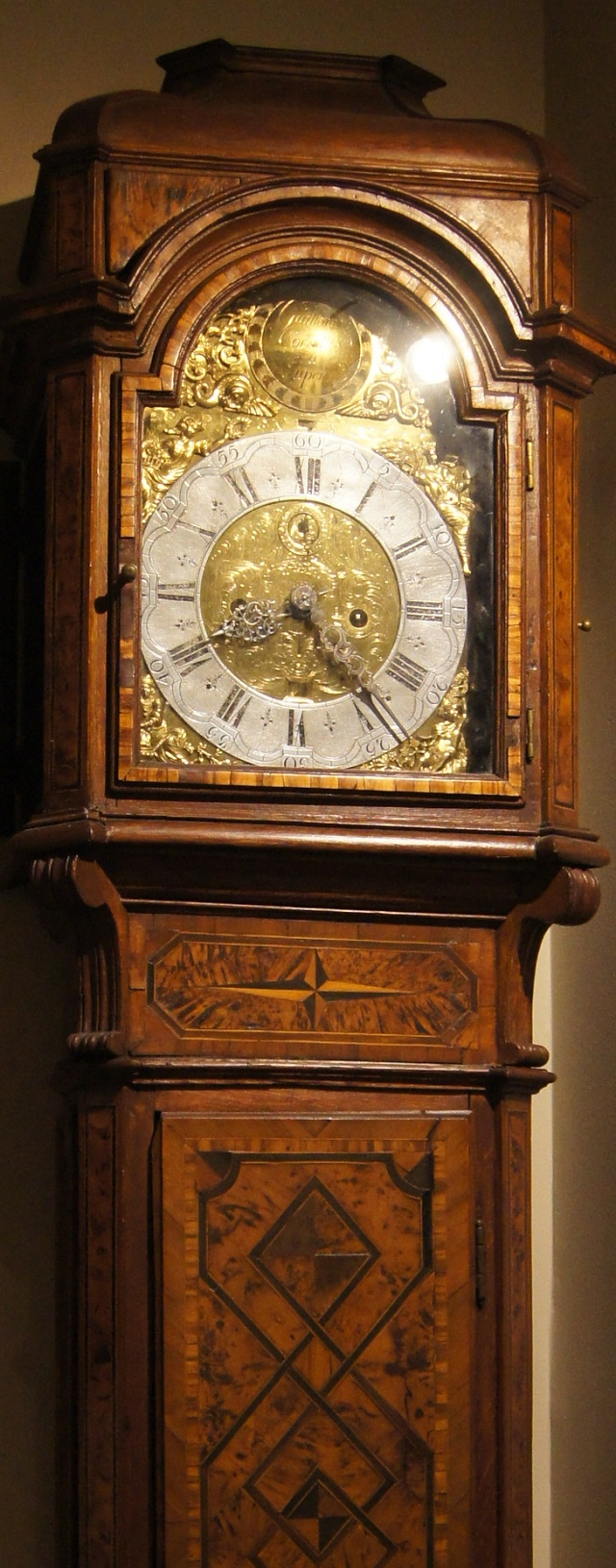
Cornil-Uhr, 1740
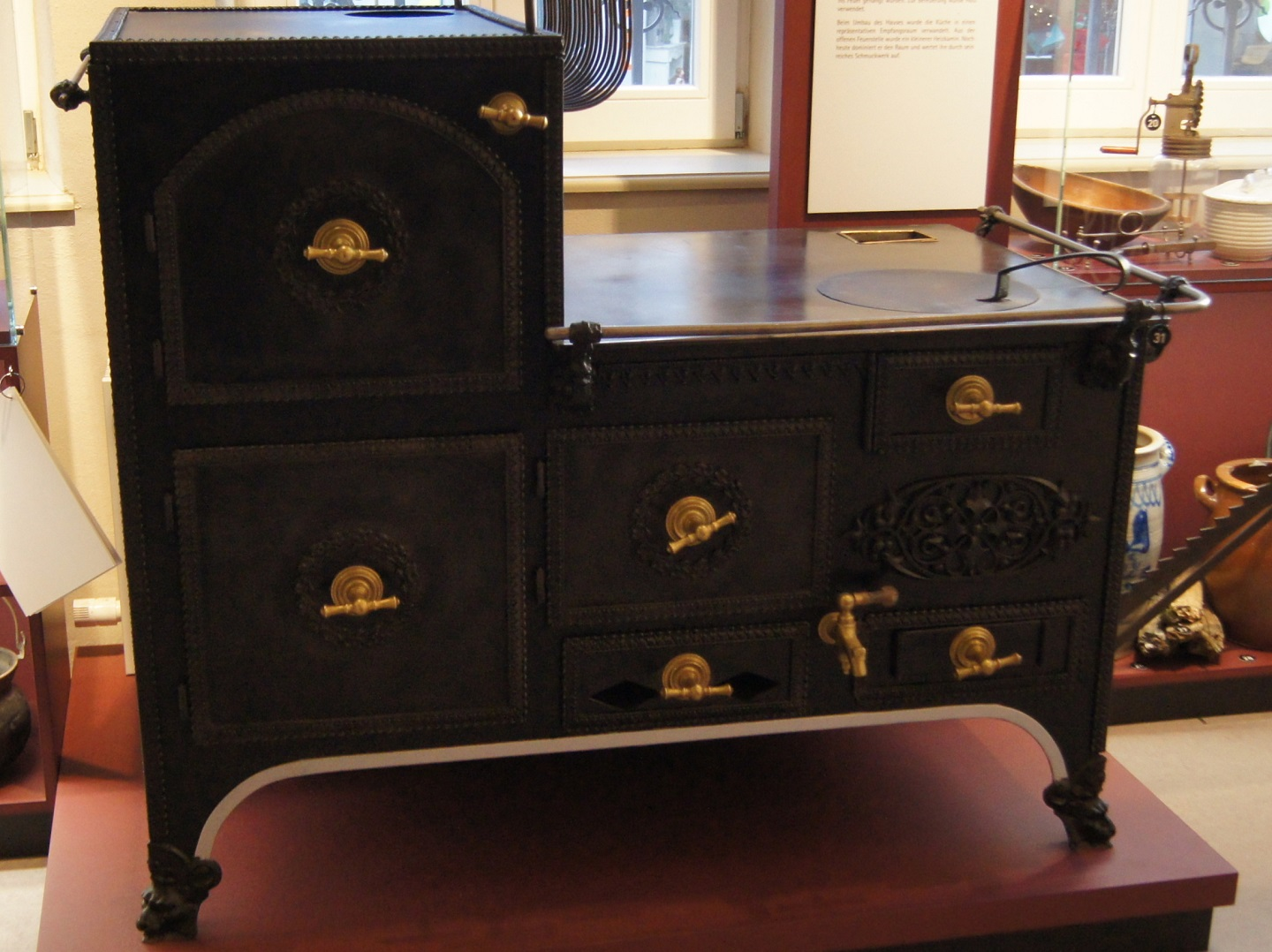
Kochmaschine des 19. Jahrhunderts
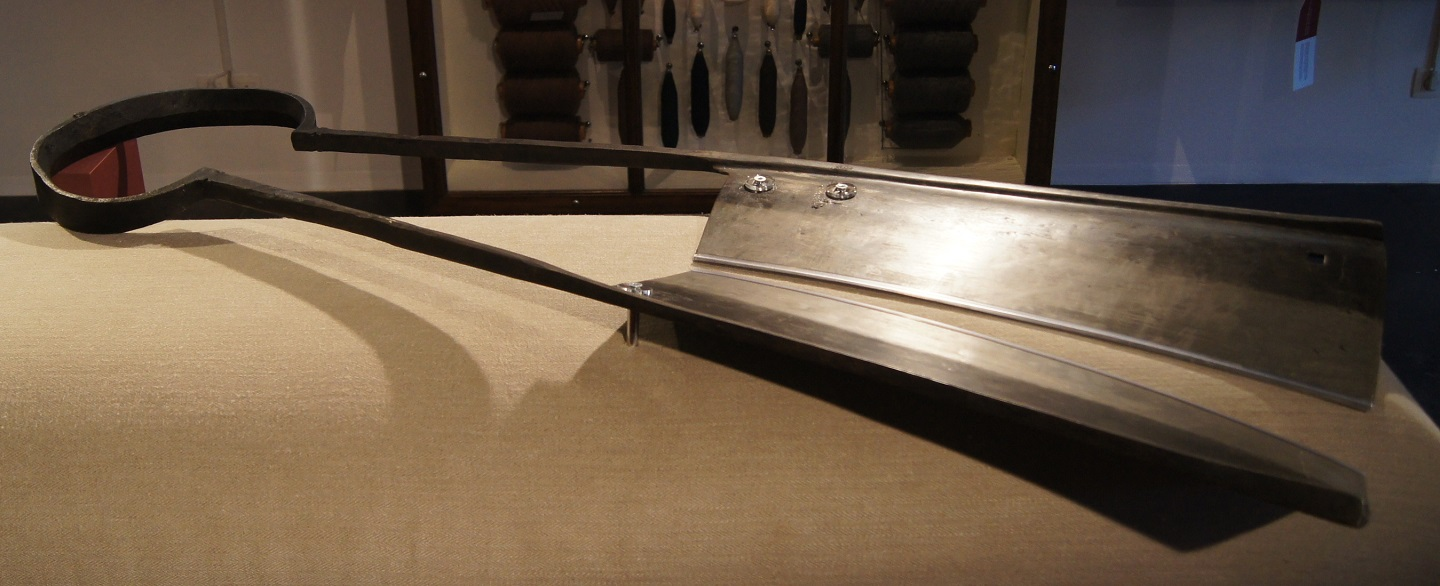
Tuchschere
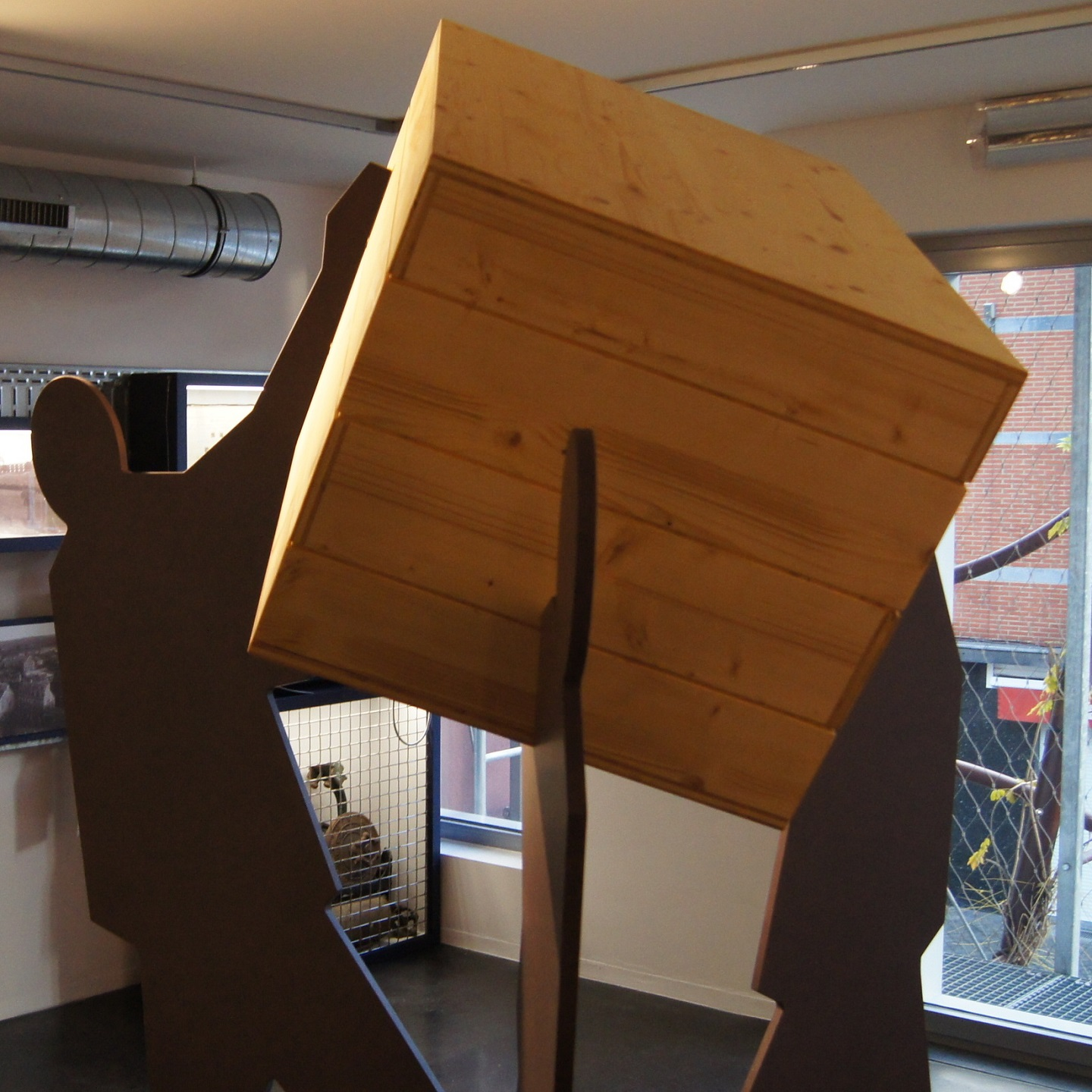
Schereraufstand 1821
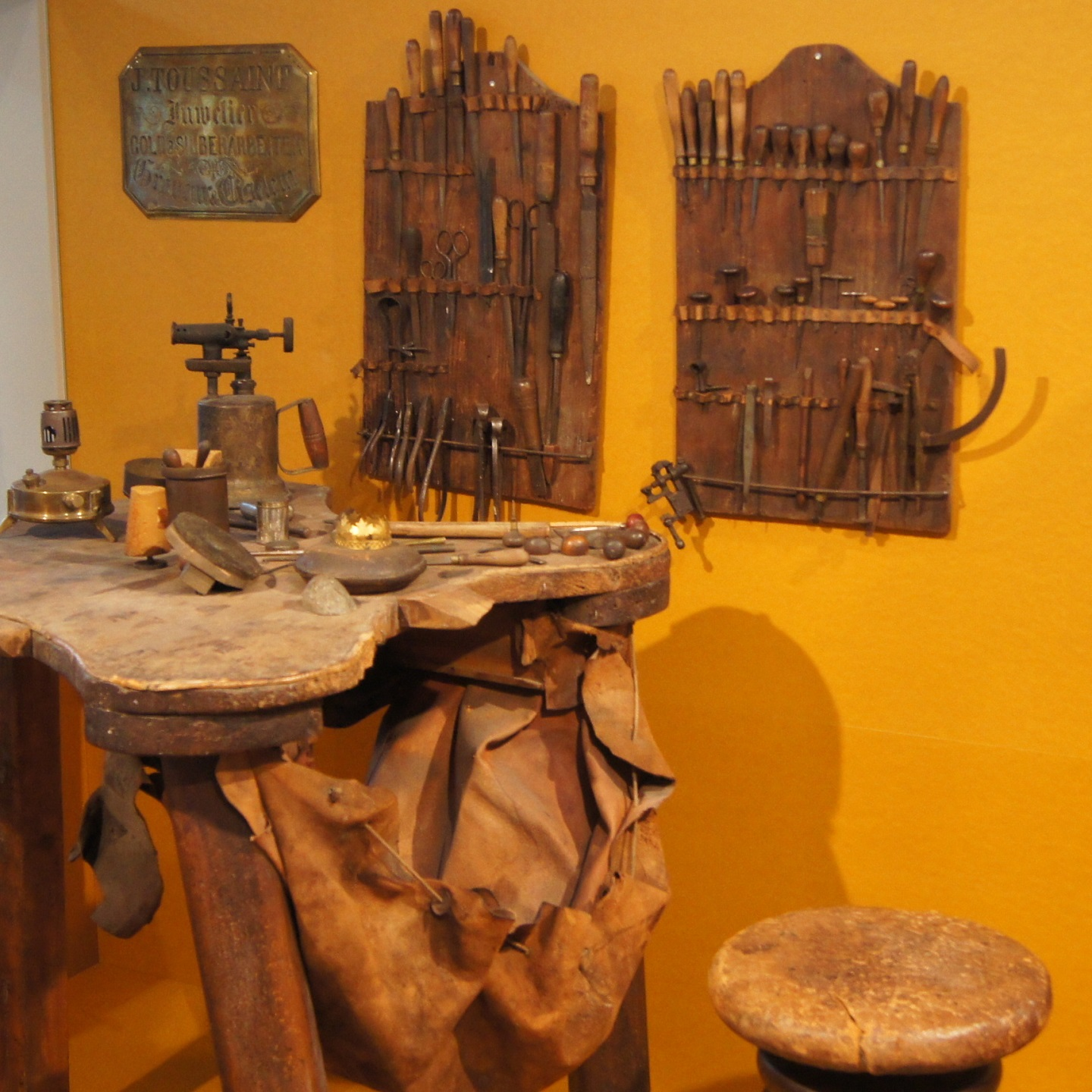
Goldschmiedewerkstatt Toussaint
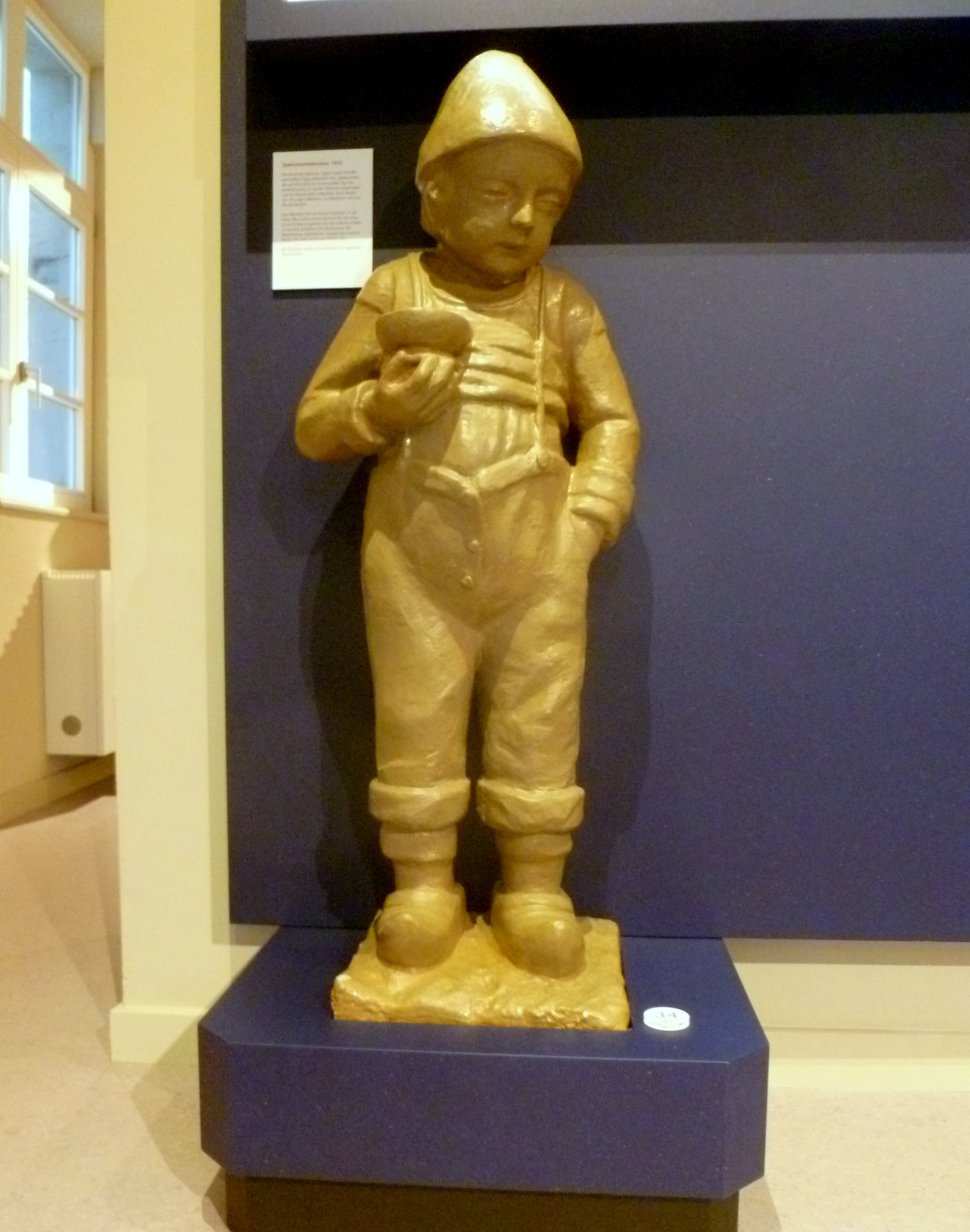
Spabrunnen-Männchen
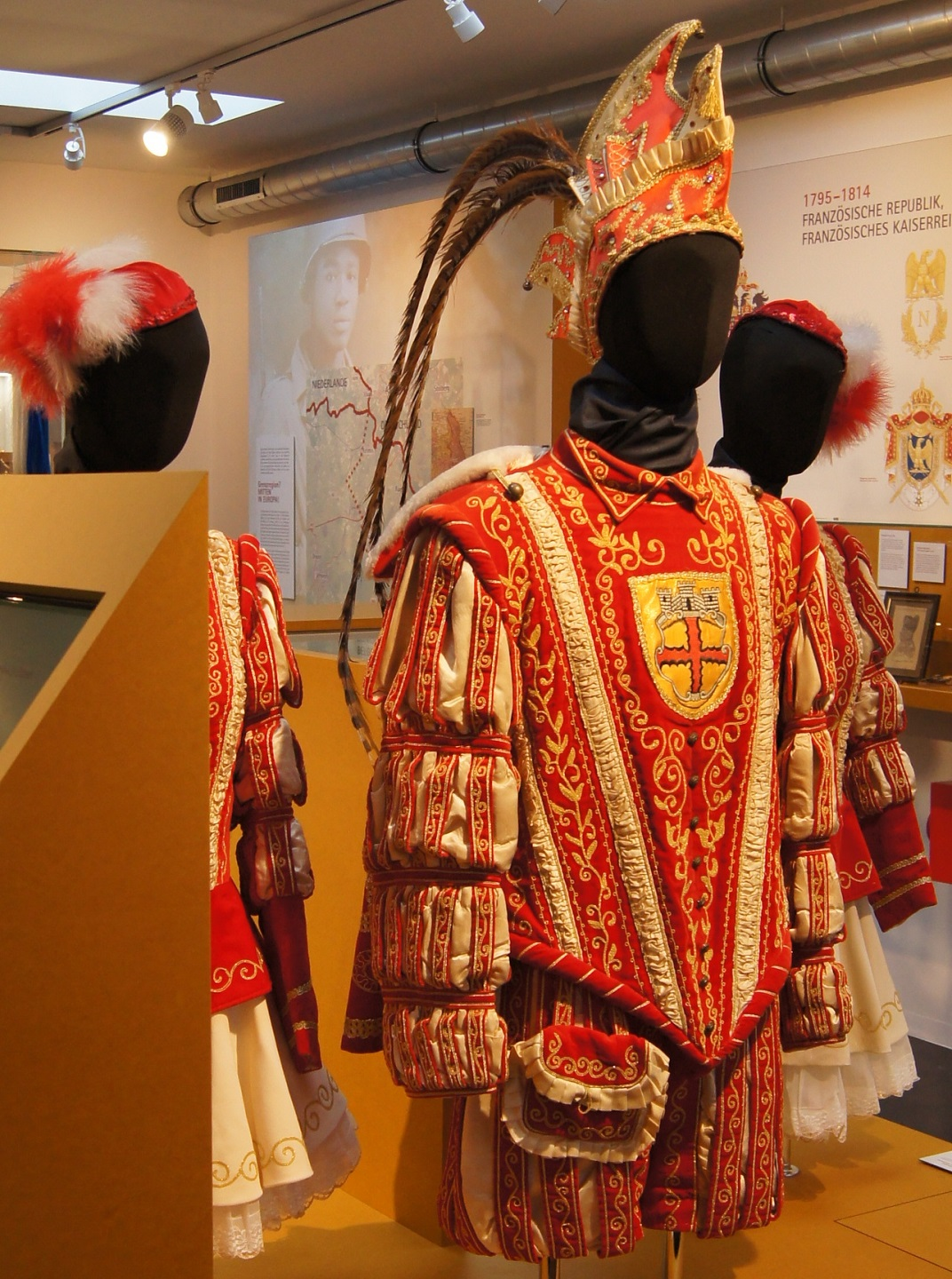
Karnevalskostüme

Außenbereich
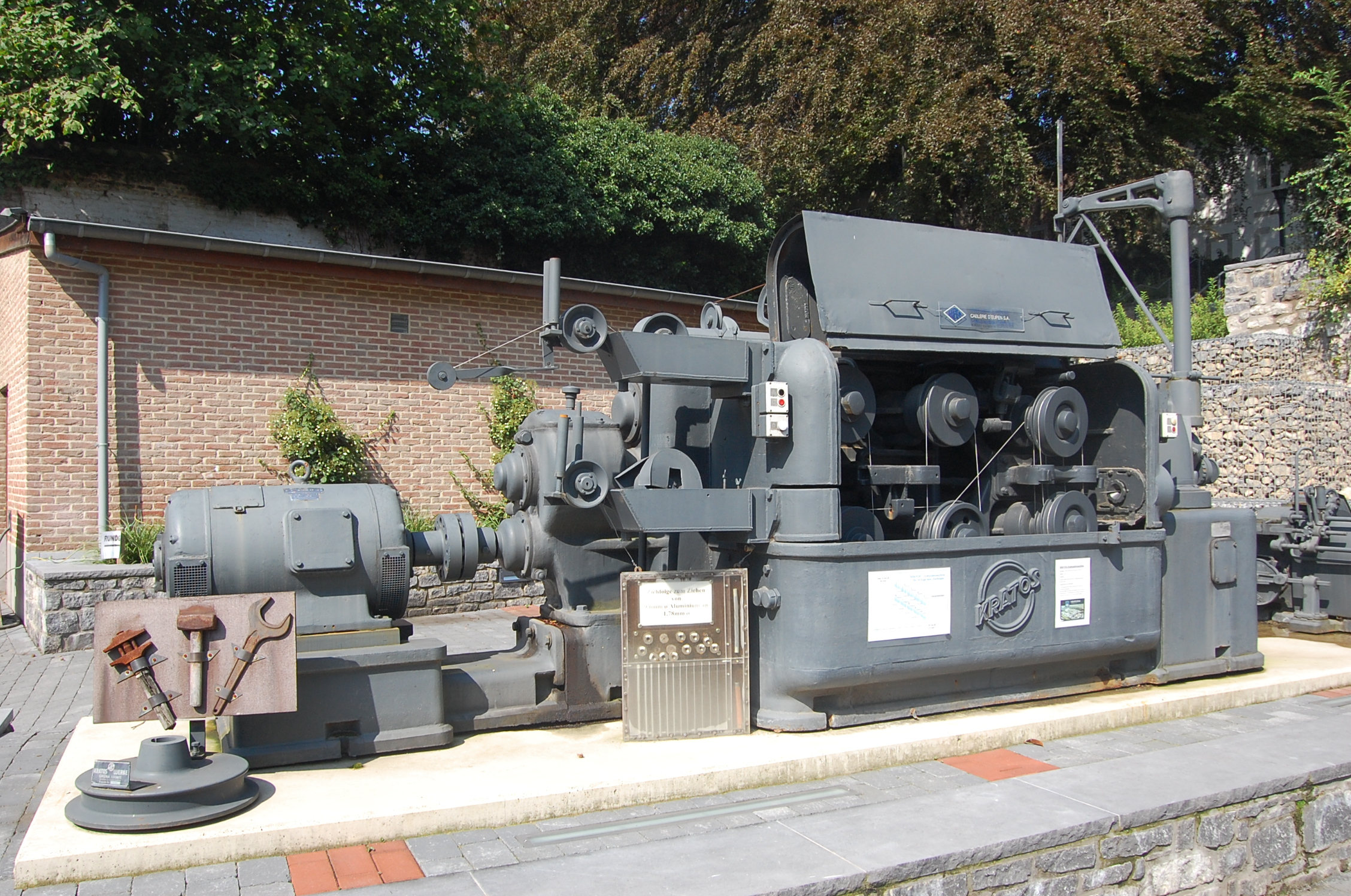
Drahtziehmaschine
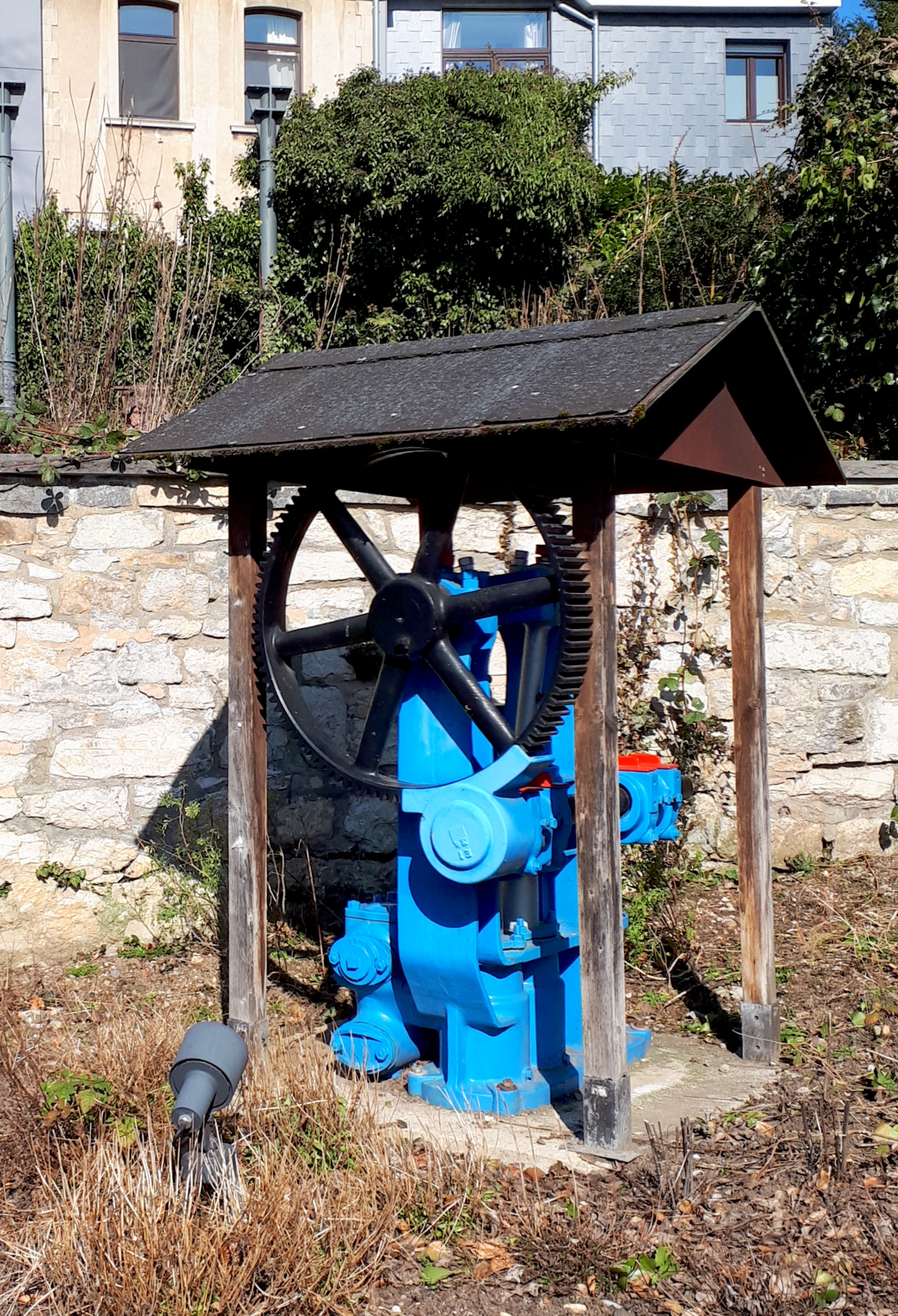
Unbenanntes Exponat
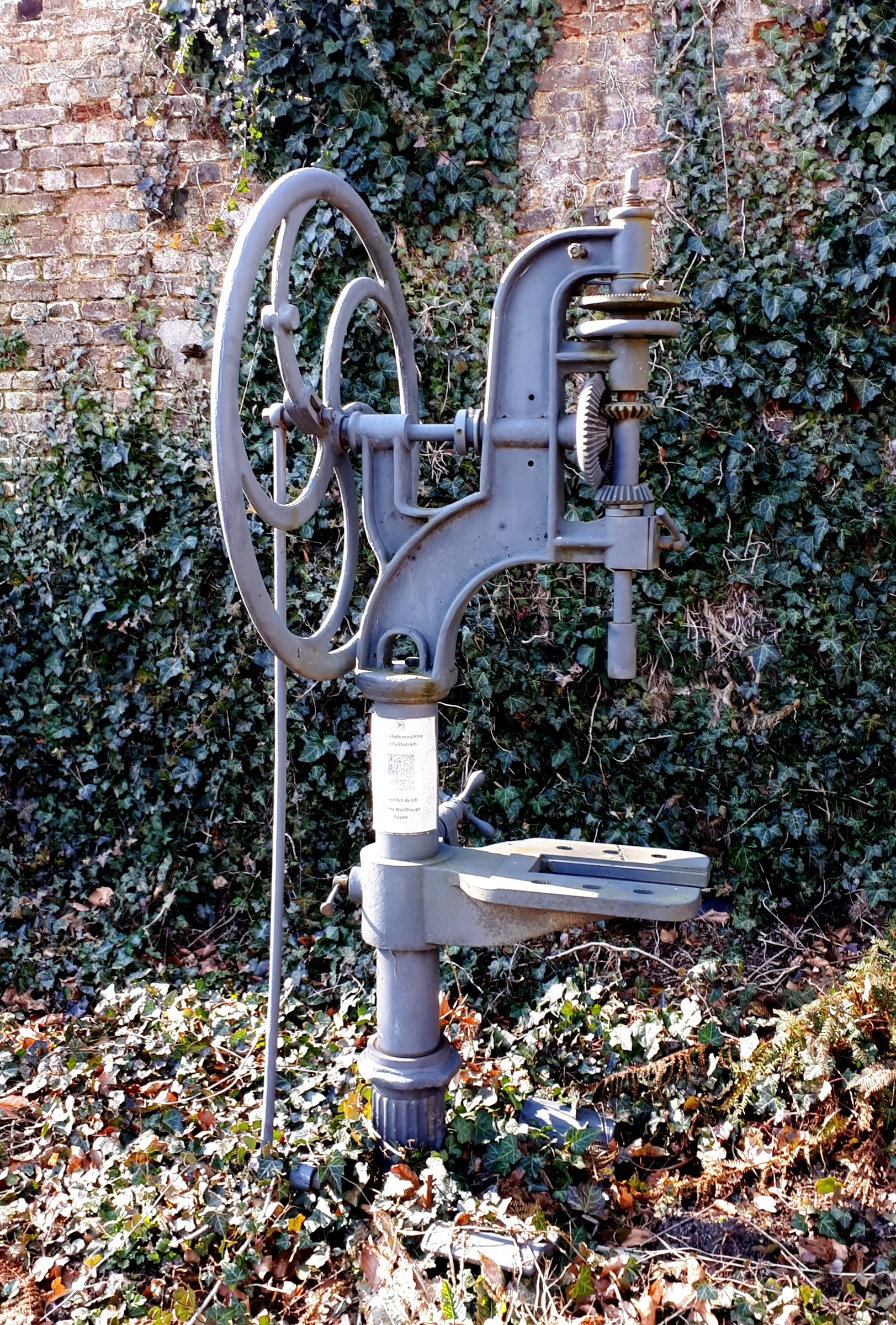
Säulen-Bohrmaschine
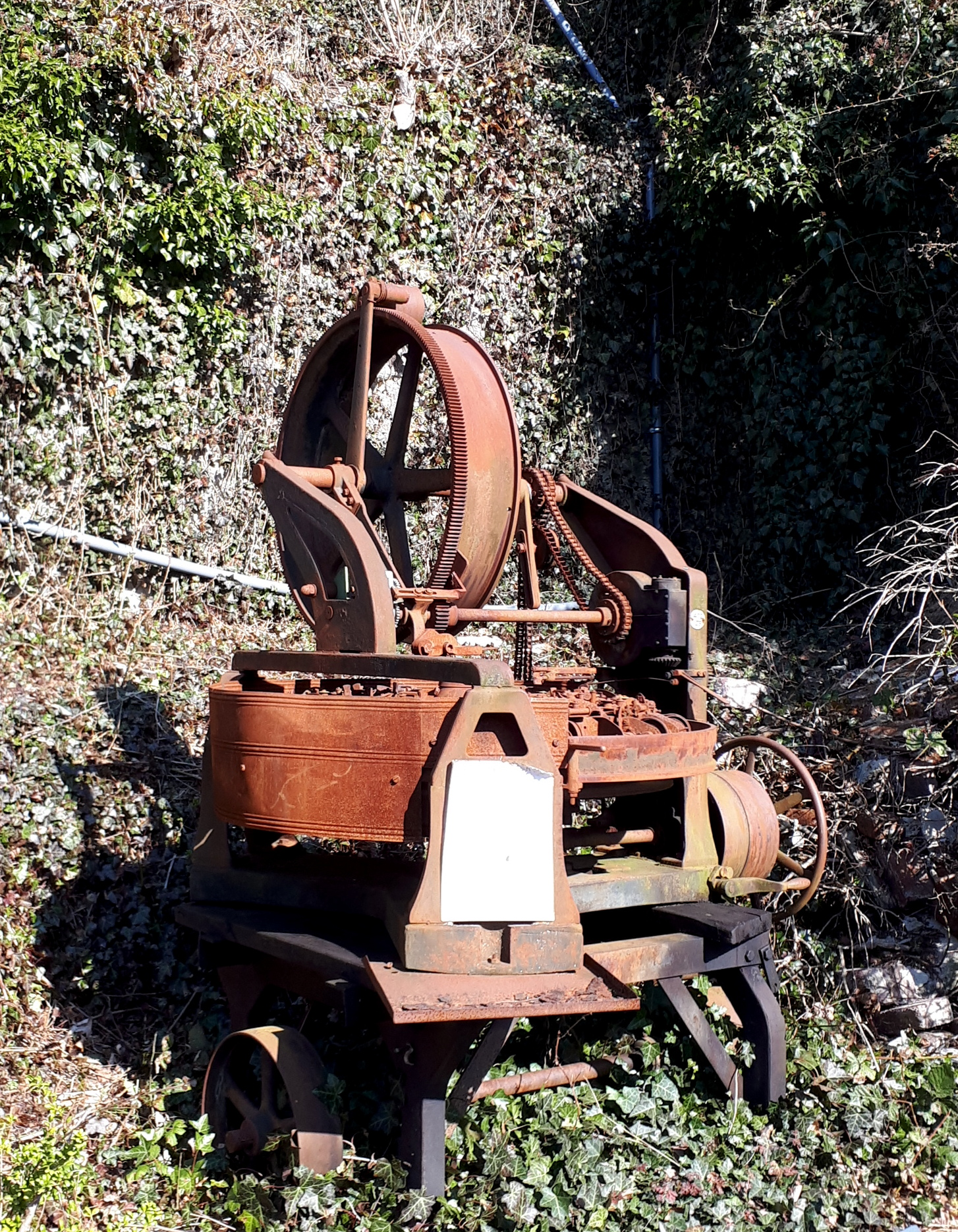
Unbenanntes Exponat
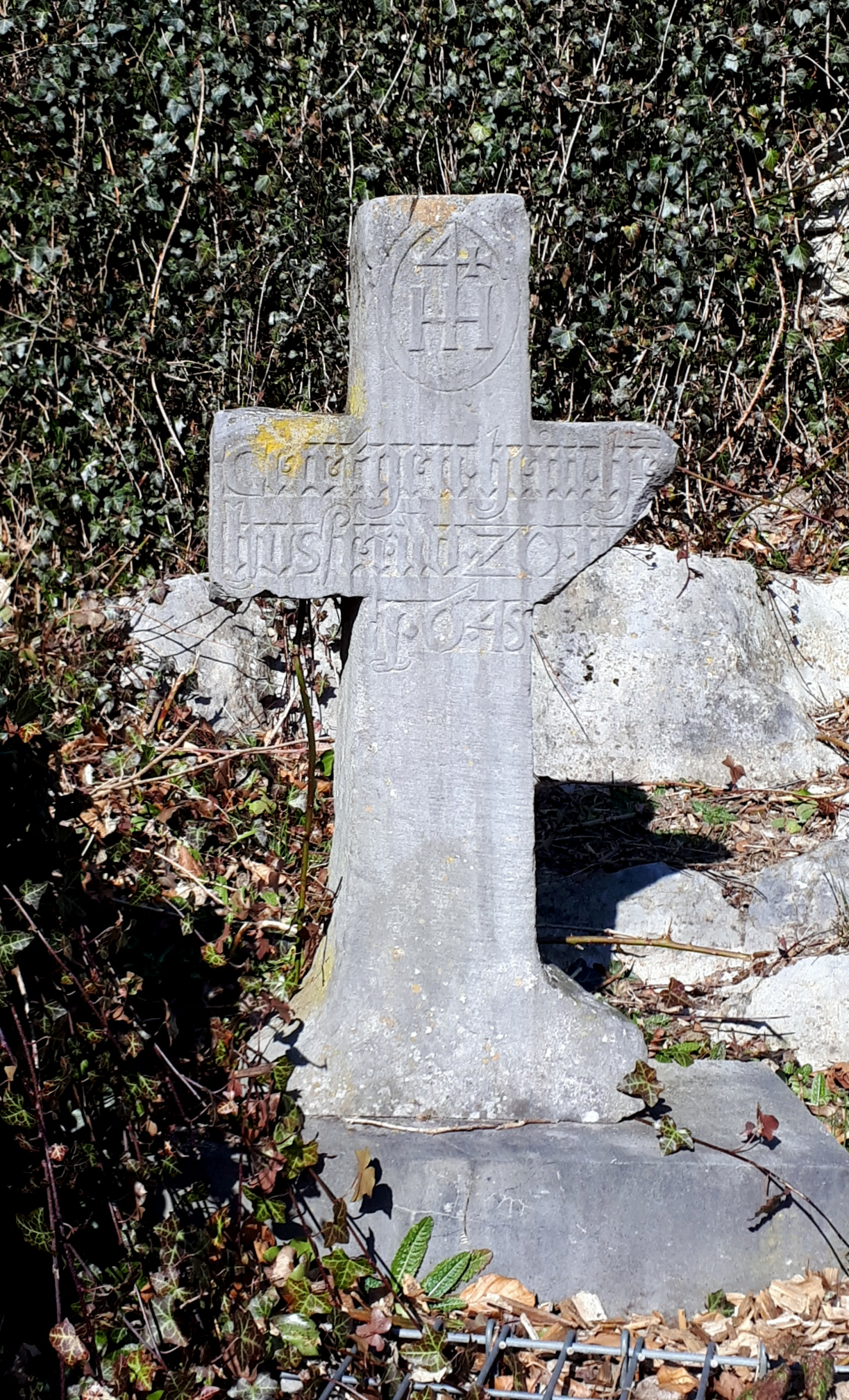
Historisches Grabkreuz von 1645
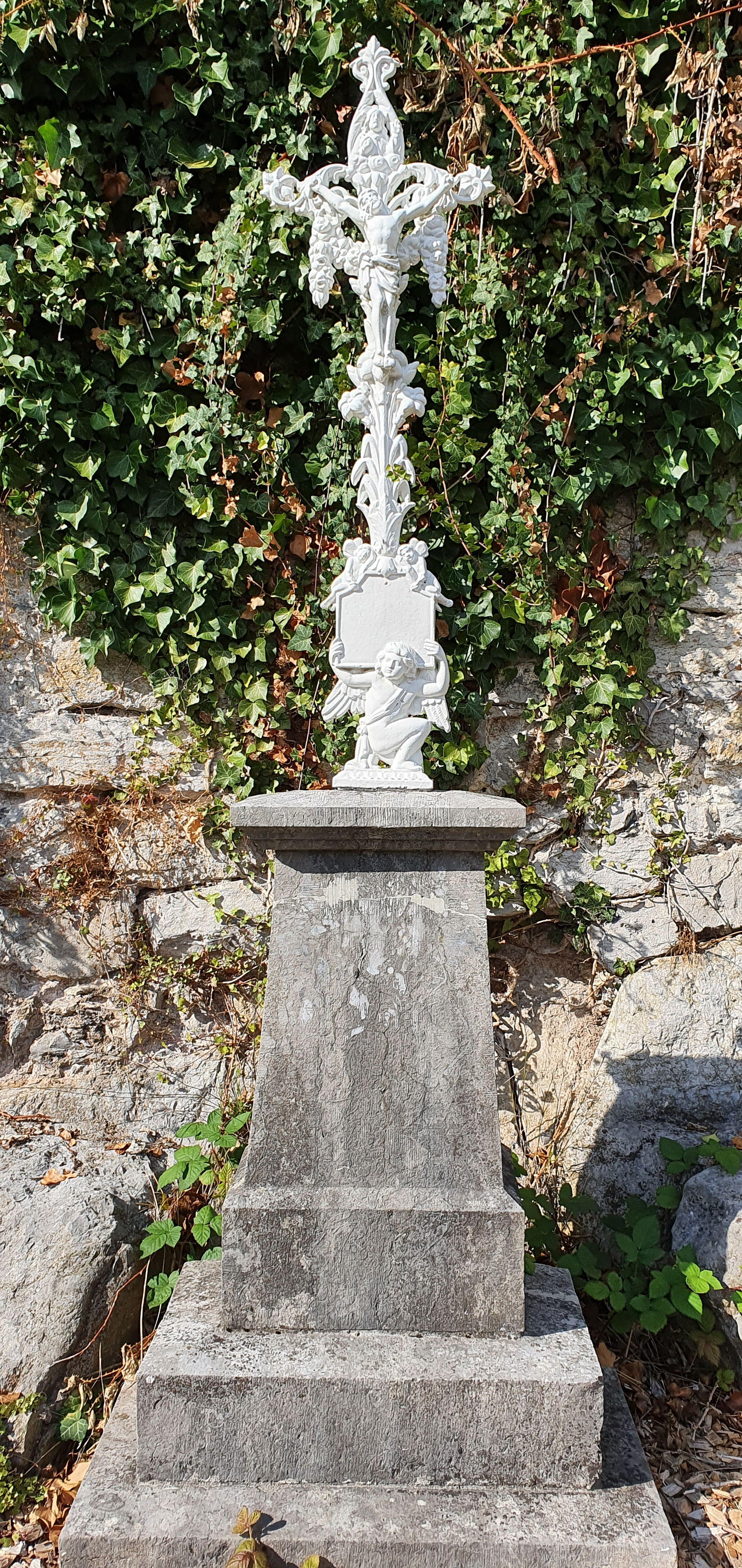
ehem. Wegekreuz